# 어쿠스틱 음악
어쿠스틱 음악(영어: Acoustic music) 또는 언플러그드(영어: Unplugged)는 전기나 전자적 수단이 아닌, 오로지 또는 주로 음향학적 수단으로 소리를 만들어내는 악기를 사용하는 음악을 말한다. 모든 음악이 한때는 어쿠스틱이었으나, "어쿠스틱 음악"이라는 소급적 명칭은 전기 기타, 전기 바이올린, 전자 오르간, 신시사이저와 같은 전기 악기가 등장한 이후에 생겨났다. 어쿠스틱 현악기 편성은 특히 포크 음악에서 대중음악의 한 갈래로 오랫동안 자리잡아 왔다. 이는 록 이전 시대의 빅밴드 음악이나 록 시대의 전자 음악 등 각 시대의 다양한 음악 유형과 대조를 이루었다. '언플러그드'라는 명칭은 미국 MTV에서 전기를 사용하지 않은 기타 음악을 연주한 동명의 음악 방송 프로그램에서 유래하였다.
음악 평론가 크레이그 콘리는 "음악이 어쿠스틱, 언플러그드, 또는 언와이어드라고 불릴 때, 다른 유형의 음악은 기술과 오버프로덕션으로 혼잡하여 그만큼 순수하지 않다는 가정이 깔려 있는 것으로 보인다"라고 제시한다.

## 어쿠스틱 악기의 종류
어쿠스틱 악기는 현악기, 관악기, 타악기, 기타 악기, 합주용 악기, 미분류 악기의 여섯 가지 그룹으로 나눌 수 있다.
현악기는 팽팽하게 당겨진 현이 있어, 이것이 움직이면 (거의) 조화롭게 연관된 주파수에서 에너지를 만들어낸다.
관악기는 관 모양을 하고 있으며, 관 안으로 공기 흐름의 형태로 에너지가 공급된다.
타악기는 손이나 채로 칠 때 소리가 난다.

## 역사
최초의 어쿠스틱 악기는 성대를 가로질러 공기를 통과시켜 소리를 내는 인간의 목소리였다. 최초로 제작된 어쿠스틱 악기는 플루트로 여겨진다. 현존하는 가장 오래된 플루트는 약 43,000년 전의 것이다. 플루트는 중앙유럽에서 기원한 것으로 추정된다.
1800년경에는 현재의 기타와 비슷하지만 몸체가 더 작은 형태의 어쿠스틱 발현악기가 가장 인기가 있었다. 세기가 진행되면서 스페인의 류트 제작자 안토니오 데 토레스 후라도는 이러한 작은 악기들의 몸체를 확장하여 기타를 만들었다. 18세기 후반 전반에 걸쳐 유럽에서 기타의 사용과 인기가 증가했고, 더블 베이스와 같은 더 많은 어쿠스틱 악기들이 제작되었다. 이후 그 인기는 신생 미국의 도시들로 퍼져나갔다. 19세기에 이르러 기타는 대규모 축제와 콘서트에서 연주되는 인정받는 악기가 되었다.
20세기에 전기 악기가 자리잡으면서 많은 현악기들이 어쿠스틱으로 재정의되었다. 바이올린, 비올라, 첼로와 같이 현을 때리거나 진동시켜 소리를 내는 악기들이 어쿠스틱 범주에 속한다. 바이올린은 안토니오 스트라디바리와 안드레아 아마티와 같은 루시어들에 의해 이루어진 제작 기술의 발전으로 16세기와 17세기에 인기를 얻게 되었다. 현대의 바이올린은 리라와 같은 더 오래된 유럽의 어쿠스틱 현악기에서 점진적으로 발전했다.
1960년대 록의 탄생 이후, 일부 록 밴드들은 어쿠스틱 곡들을 실험하기 시작했다. 이는 어쿠스틱 록으로 알려지게 되었고, 에릭 클랩튼과 너바나와 같은 많은 유명 아티스트들이 1990년대 초반에 자신들의 유명한 곡들의 어쿠스틱 버전을 연주했는데, 이는 《MTV 언플러그드》 시리즈에 수록되었다.
팝 음악 아티스트들 역시 어쿠스틱 음악을 실험했는데, 이 변주는 때때로 어쿠스틱 팝이라고 불렸다. 어쿠스틱 록과 마찬가지로, 일부 어쿠스틱 팝 곡들도 《MTV 언플러그드》에 수록되었다. 주목할 만한 어쿠스틱 팝 곡으로는 라이언 카브레라의 "True"와 본 이베어가 참여한 테일러 스위프트의 "Exile"이 있다.
2000년대에 이르러 인기 있는 인디 뮤지션들은 '포크 음악'으로 분류되는 것을 거부하고 자신들의 장르를 "현대 어쿠스틱"이라고 규정하기 시작했다. 다니엘 트릴링은 "포크는 많은 야심찬 팝 뮤지션들의 마음에 두려움을 불러일으키는 단어다. 이는 털실 스웨터, 수염 등 극도로 촌스러운 이미지를 연상시킬 뿐만 아니라, 더 나은 정의를 내릴 가치가 없을 정도로 평범한 싱어송라이터들의 무리를 지칭하는 기자들의 포괄적 용어이기도 하다"라고 썼다.
오그던 프렌즈 오브 어쿠스틱 뮤직과 같은 미국의 일부 음악 관심 단체들은 포크와 아메리카나 음악 장르와 함께 "어쿠스틱 음악"이라는 용어를 사용한다.
국제 어쿠스틱 음악상은 창작곡을 대상으로 매년 경연을 개최한다. 이들의 규정에 따르면, 목소리를 포함한 어쿠스틱 악기가 명확하게 들리는 한 어떤 곡이든 어쿠스틱으로 간주될 수 있다.
어쿠스틱 음악은 증폭이 덜 필요하고 음량이 덜 방해가 되기 때문에 사업주들이 주최하기가 더 쉽다. 2021년 6월, 매사추세츠주 케임브리지시는 소규모 사업체들이 라이브 엔터테인먼트 허가를 신청하지 않고도 어쿠스틱 공연을 주최할 수 있도록 허용했다. 케임브리지는 어쿠스틱 공연을 하나의 마이크를 제외한 소리 증폭이 없고, 한 번에 한 장소에서 5명 이하의 어쿠스틱 공연자나 음악가가 있는 것으로 정의했다.

## 서지
- Randel, Don Michael (2003). 《The Harvard Dictionary of Music》. Harvard University Press. ISBN 978-0-674-01163-2.
- Safire, William (2007). “On Language: Retronym”. 《New York Times Magazine》 (January 7): 18.